# Heinrichsberg
Heinrichsberg is een plaats en voormalige gemeente in de Duitse deelstaat Saksen-Anhalt, en maakt deel uit van de Landkreis Börde.
Heinrichsberg telt 398 inwoners.